# 南方灵芝
南方靈芝（学名：Ganoderma australe）是担子菌门多孔菌目靈芝屬的多年生真菌。其他類近物種也被称为支架真菌或多孔菌。最早於1828年被科學描述。本種常見於熱帶和亞熱帶地區，寄生在硬木樹幹，但因為會腐蝕宿主而被視為植物病原體，是馬來西亞的油棕染上莖基腐病（basal stem rot）的成因之一。

## 分類命名
本種首次於1828年由瑞典真菌學家埃利亚斯·芒努斯·弗里斯以Polyporus australis的名字描述。法國真菌學家納西斯·泰奧菲爾·帕圖拉爾於1889年將其移至靈芝屬，学名因而改为Ganoderma australe。異名Ganoderma tornatum則由賈科莫·布雷薩多拉於1912年描述。
種小名australis的意思是「南方的」。

## 特徵描述

### 巨觀結構
南方靈芝是一種大型真菌，子實體直徑通常約25厘米，可達50厘米，厚度為5—25厘米，子實體邊緣和下表面呈淺色，上表面呈深棕色或深灰色，但在印度和巴基斯坦西北部發現的標本則具有較淺色上表面。與其他多孔菌一樣，其物理特性包括質地堅硬，呈現架子狀外觀。本種沒有菌柄。菌管呈分層結構，顏色為紅棕色，每層5—7毫米厚，每年都會在最底層下方產生新一層，當準備釋放孢子時會呈亮白色。菌蓋是硬殼質，由生殖菌絲和黏結的骨骼菌絲組成。生殖菌絲無色，薄壁，具分支和隔膜，3—6微米寬。骨骼菌絲呈褐色或褐色，厚壁至實心，呈樹狀至針形，3—5微米寬，分支末端為鞭狀。纏繞菌絲呈無色至微弱的黃褐色，厚壁，有分支，1—2微米寬。菌孔通常為每毫米有三到四個，當子實體生長並接近釋放孢子時，菌孔呈白色，隨著時間推移或碰傷時變成棕色。

### 微觀結構
從生理學角度，因為尚未發現根状体，所以猜測它們的傳播方式主要是透過空氣中的孢子 。擔孢子呈卵形、廣橢圓形至先端截形或雙邊截形，9—13.5 × 6—12微米，外壁無色而平滑，內壁明顯具小刺，呈褐色或褐色。溫度升高會降低其孢子尺寸。與其他靈芝真菌一樣，孢印呈棕色，孢子釋放時很快就會使周圍區域（包括支架頂部的部分區域）沾上濃密的棕色灰塵。

### 食用狀況
可食用性未知，但似乎因過於堅硬而難以進食，氣味極微，有苦味。

### 相似物種
與本種相比，無柄靈芝（Ganoderma resinaceum）破碎後會釋放出黃色樹脂，而且其白色邊緣比本種厚得多。樹舌靈芝則擁有比本種更小的孢子，厚而暗啞的角狀层。本種也不像背柄紫靈芝（Ganoderma cochlear）那樣有又長又細的菌柄。

## 生態分布
本種是多年生的真菌，於夏末和秋天時會釋放其孢子。廣泛分佈在熱帶和亞熱帶地區，可能是那些地區最常見的靈芝品種之一。 已知會出現在撒哈拉沙漠以南、加拿大太平洋沿岸、印度和巴基斯坦西北部、以及從菲律賓到新喀里多尼亞和巴布亞 。由於缺乏標本，尚不清楚本種是否出現在南美洲。
南方靈芝的宿主種類比其他靈芝屬物種更廣泛 ，通常寄生在硬木樹幹下方。有發現指它們生長在義大利的松樹上，可能以此嘗試寄生去其他種類的針葉樹。它們也會寄生在馬來西亞的油棕。

## 相關研究
本種被視為油棕莖基腐病（basal stem rot）的成因之一，在油棕業興盛的地方如馬來西亞，會將本種視為經濟上的巨大威脅。因為不同真菌物種對不同檢測方法反應各異，為了能夠在油棕染病初期有所察覺，研究人員希望找到一些能夠廣泛應用的檢測方法，儘早找出受感染的油棕。過往常用的方法有靈芝屬選擇性培養基（Ganoderma selective medium，GSM），當地常見的四種靈芝屬病原體，包括南方靈芝、拱狀靈芝、環帶靈芝和Ganoderma miniatocinctum，在此方法下都被檢測到致病性。但上述方法只適用於靈芝屬病原體，研究人員希望找出更多檢測方法去判辨更多真菌物種。他們嘗試含有多株抗體的酶聯免疫吸附測定（enzyme-linked immunosorbent assay-polyclonal antibody，ELISA-PAb）去檢測靈芝屬和其他屬真菌，但結果顯示四個靈芝物種中只有南方靈芝的致病性無法被識別。。

## 外部連結
- 南方灵芝在Index Fungorum中的資訊